# Zbigniew Borek
Zbigniew Adam Borek (ur. 11 sierpnia 1959 w Krakowie) – polski aktor filmowy, teatralny i dubbingowy oraz dialogista.

## Życiorys
Ukończył studia PWST w Krakowie w 1982 roku. Na scenie teatralnej zadebiutował 16 października 1982 roku.
Był aktorem teatru im. Węgierki w Białymstoku w 1982–1984, Teatru im. Stefana Jaracza w Olsztynie w latach 1984–1985 oraz teatru Popularnego w Warszawie w latach 1985–1989.

## Filmografia
- 1982: Oko proroka – kozak Semen Bedryszko
- 1984: Przeklęte oko proroka – kozak Semen Bedryszko
- 1985: Oko proroka, czyli Hanusz Bystry i jego przygody – kozak Semen Bedryszko
- 1986: Zmiennicy (odc. 12)
- 1987: Trzy kroki od miłości
- 1987: Sławna jak Sarajewo
- 1987: Misja specjalna
- 1987: Krótki film o zabijaniu
- 1987: Cesarskie cięcie
- 1988: Dekalog V
- 1989: Gorzka miłość – Romek (odc. 3)
- 1989: Gorzka miłość – Romek
- 1991: Pogranicze w ogniu (odc. 22)
- 1993: Żegnaj Ameryko! – kierowca
- 1997–2009: Klan – Maciej Gniadowski, szef kuchni w restauracji „Rosso”
- 2002–2010: Samo życie – ginekolog
- 2002: Graczykowie, czyli Buła i spóła (odc. 43)
- 2003–2009: Na Wspólnej – Witkowski, prezes spółdzielni
- 2004–2009: Pierwsza miłość – doktor Kaczorowski, lekarz w Szpitalu Kolejowym we Wrocławiu
- 2007: M jak miłość – lekarz (odc. 499)
- 2007: Fala zbrodni (odc. 93)
- 2007: Dwie strony medalu – klient kiosku (odc. 78)
- 2007: Braciszek – proboszcz
- 2008: Plebania – Vitalij Bykau, ojciec Janki
- 2008–2009: Londyńczycy – Budzisz, ojciec Asi
- 2009: Na dobre i na złe – taksówkarz (odc. 392)
- 2011: Ojciec Mateusz – Gryń, właściciel restauracji (odc. 84)
- 2013: Lekarze – ojciec Tomasza (odc. 18)
- 2014: Prawo Agaty – prokurator (odc. 56)
- 2014: Czas honoru – ojciec Twardego (odc. 6)

## Dialogi
- 2007: Wojownicze Żółwie Ninja (wersja telewizyjna)
- 2006–2010: H2O – wystarczy kropla(odc. 67-72, 75)
- 1997–1998: Dzielne żółwie: Następna mutacja
- 1995–1996: Księżniczka Tenko
- 1995: Pocahontas
- 1994–1995: Myszka Miki i przyjaciele
- 1994–1998: Spider-Man
- 1987: Starcom: kosmiczne siły zbrojne Stanów Zjednoczonych
- 1986–1988: Dennis Rozrabiaka
- 1985: Guziczek
- 1984–1986: Wesoła siódemka

## Polski dubbing
- 1964–1967: Goryl Magilla – Pan Peebles
- 1969–1971: Dastardly i Muttley – Klunk
- 1981–1990: Smerfy  –
  - Łasuch
  - Zgrywus
  - Ciamajda
- 1982–1986: Trzy misie – Bartek
- 1984–1986: Wesoła siódemka – Łoś Jelonek
- 1987: Starcom: kosmiczne siły zbrojne Stanów Zjednoczonych – James „Hart” Derringer
- 1987–1988: Leśna rodzina
- 1987–1990: Kacze opowieści (pierwsza wersja dubbingu) –
  - Prezenter wiadomości
  - Strażnik więzienny
  - Żabolud
- 1988: Gandahar – głos
- 1990: Bouli – Marynarz
- 1993–2011: Beavis i Butt-head
- 1994–1998: Spider-Man – Blade
- 1996: Ace Ventura – Ace Ventura
- 2003: O rety! Psoty Dudusia Wesołka
- 2004: Rh+
- 2006–2010: H2O – wystarczy kropla
- 2008: Trzecia, róg Ptasiej